# Estação Porte de Saint-Cloud
Porte de Saint-Cloud é uma estação da linha 9 do Metrô de Paris, localizada no 16º arrondissement de Paris.

## Localização na rede
Uma conexão ao oeste da estação, a "Voie Murat", permite de chegar à estação fantasma denominada Porte Molitor e, além, à linha 10 ao sudoeste do "Circuito de Auteuil".

## História

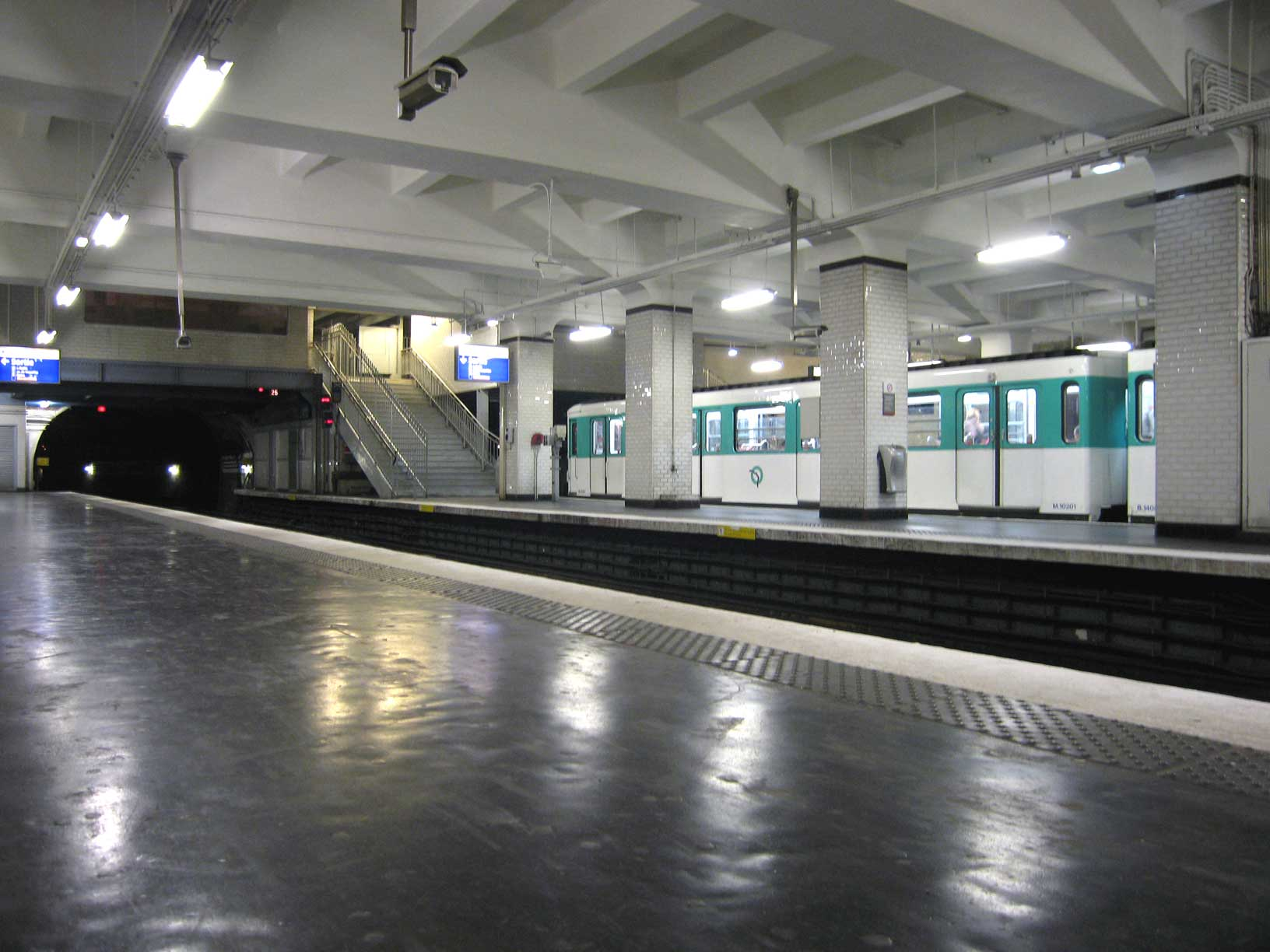
A estação ao nível das plataformas

Ela foi, após sua construção, o terminal ocidental da linha 9 entre 1923 e 1934. Ela porta como subtítulo Parc des Princes devido à sua proximidade com o estádio do Parc des Princes.
Em 2011, 4 932 701 passageiros entraram nesta estação. A estação viu entrar 5 284 078 passageiros em 2013, o que a coloca na 76ª posição das estações de metrô por sua frequência.

## Serviços aos Passageiros

### Acessos
A estação tem seis acessos.
- Acesso 1 : Parc des Princes

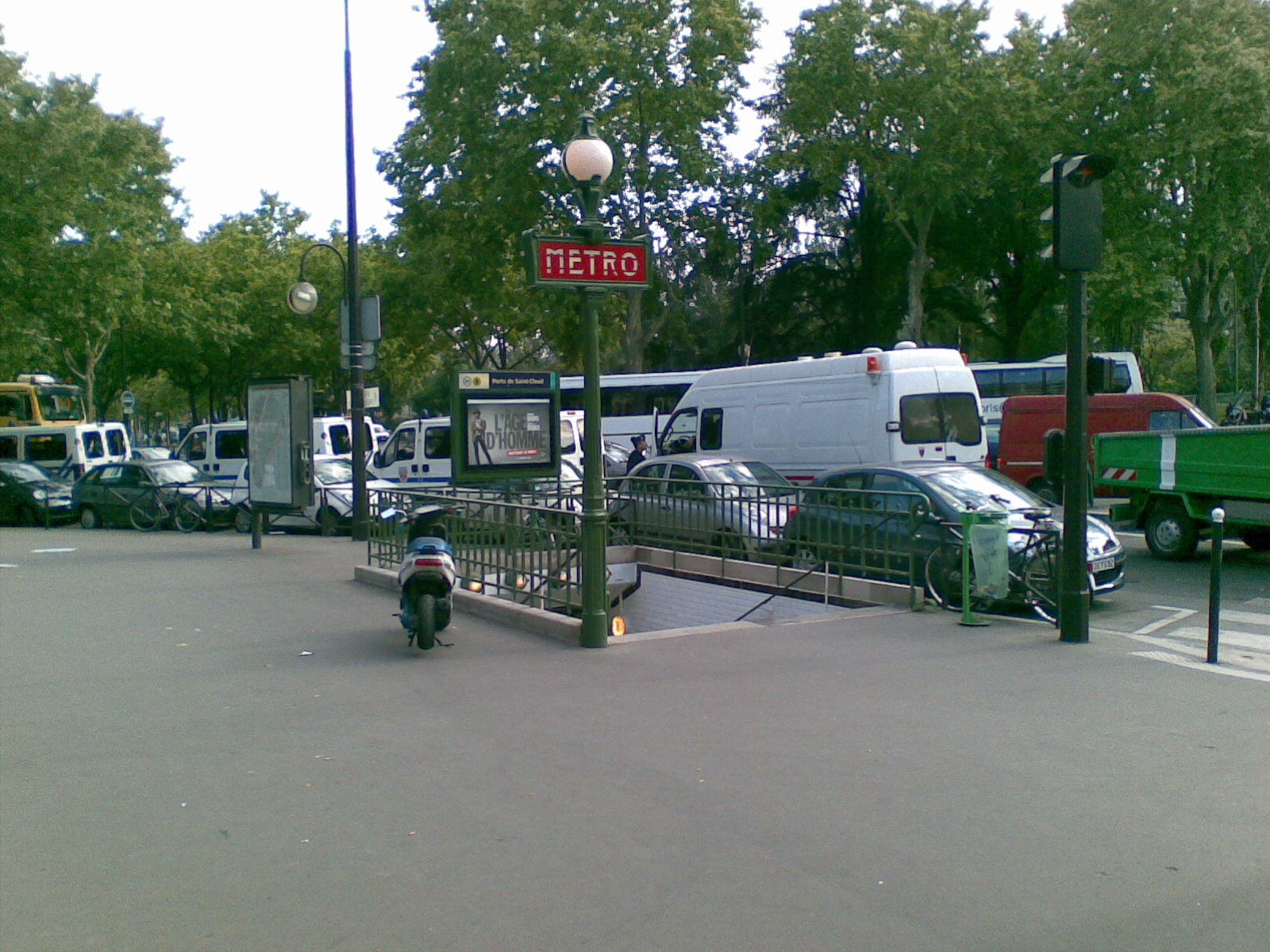
Um dos acessos à estação

- Acesso 2 : avenue Édouard-Vaillant Boulogne Billancourt
- Acesso 3 : avenue Georges-Lafont
- Acesso 4 : rue Gudin
- Acesso 5 : avenue de Versailles
- Acesso 6 : boulevard Murat

### Plataformas
Esta estação tem uma configuração particular. Ela é composta por três plataformas e quatro vias: ela possui duas vias enquadradas por duas plataformas na direção de Pont de Sèvres e uma plataforma central enquadrada por duas vias onde é justaposta na direção de Mairie de Montreuil (na verdade, uma faixa é cercada por duas plataformas). Os trens vindos de Mairie de Montreuil e na direção de Pont de Sèvres só podem parar no trilho mais à direita, com o trilho esquerdo levando às vias de garagem.

### Intermodalidade
A estação é servida:
- pelas linhas 22, 42, 62, 72, PC, 175, 189 e 289 da rede de ônibus RATP;
- pela linha 54 da rede de ônibus Sénart Bus;
- e, à noite, pelas linhas N12 e N61 da rede Noctilien.

## Pontos turísticos
- Parc des Princes
- Hospital Henri-Dunant
- Lycée Claude-Bernard
- Estádio Pierre-de-Coubertin